# Pat McReavy
Patrick Joseph „Pat“ McReavy (* 16. Januar 1918 in Owen Sound, Ontario; † 13. November 2001 ebenda) war ein kanadischer Eishockeyspieler. Mit den Boston Bruins gewann er 1941 den Stanley Cup. Zudem gewann er mit der kanadischen Nationalmannschaft die Goldmedaille bei der Weltmeisterschaft 1938.

## Karriere
Seine Karriere begann Pat McReavy im Jahr 1935 bei den Toronto St. Michael’s Majors in der Juniorenliga der Ontario Hockey Association. Nach einem Jahr bei den Copper Cliff Redmen wechselte er 1937 zu den Sudbury Wolves. Diese stellten die kanadische Nationalmannschaft, die bei der Eishockey-Weltmeisterschaft 1938 den Titel errang. In sieben Turniereinsätzen trug der Stürmer zwei Tore und eine Vorlage zum Titelgewinn bei.
Anschließend ging er zu den Boston Bruins in die National Hockey League. Obwohl er in den folgenden drei Jahren überwiegend bei den Providence Reds sowie Hershey Bears, mit denen er 1941 das Endspiel um den Calder Cup erreichte, in der American Hockey League bzw. deren Vorgängerliga International-American Hockey League spielte, konnte er 1941 mit den Bruins den Stanley Cup gewinnen. Bereits nach dem Bostoner Stanley-Cup-Gewinn im Jahr 1939 war McReavys Name gemäß der Tradition auf dem Siegerpokal verewigt worden. Aufgrund der geringen Anzahl absolvierter Partien in dieser Spielzeit wird er in den offiziellen Statistiken aber nicht zum Siegerteam dieser Austragung gezählt. Im Herbst 1941 wechselte er kurz nach Saisonbeginn im Tausch für Dutch Hiller und 5.000 US-Dollar innerhalb der Liga zu den Detroit Red Wings, mit denen er 1942 ebenfalls das Stanley-Cup-Finale erreichte, dort aber den Toronto Maple Leafs unterlag.
Von 1942 bis 1944 leistete er Kriegsdienst in der Royal Canadian Air Force und spielte in dieser Zeit für deren Teams in Montreal und Toronto. Nachdem er die Spielzeit 1944/45 bei den Valleyfield Braves aus der Québec Premier Hockey League verbracht hatte, lief er die folgenden beiden Jahre für die St. Louis Flyers in der American Hockey League auf, die seine Transferrechte im November 1945 von den Red Wings gekauft hatten. Im Herbst 1947 kehrte er in seine Geburtsstadt zurück, wo er bis zu seinem Karriereende 1952 für die Owen Sound Mercurys auf dem Eis stand, mit denen er 1951 den Allan Cup gewann.
McReavy verstarb im November 2001 im Alter von 83 Jahren in seiner Geburtsstadt Owen Sound.

## Erfolge und Auszeichnungen
- 1938 Goldmedaille bei der Weltmeisterschaft
- 1941 Stanley-Cup-Gewinn mit den Boston Bruins
- 1951 Allan-Cup-Gewinn mit den Owen Sound Mercurys